# 36-й меридіан західної довготи
36-й меридіан західної довготи — лінія довготи, що лежить на 36 градусів західніше Гринвіцького меридіана. Вона проходить від Північного полюса через Північний Льодовитий океан, Гренландію, Атлантичний океан, Південну Америку, Південний океан та Антарктиду до Південного полюса.
36-й меридіан західної довготи формує велике коло разом із 144-тим меридіаном східної довготи.

## Список географічних об'єктів, що перетинає 36° зх. д.
Починаючи на Північному полюсі та рухаючись до Південного полюса, 36-й меридіан західної довготи проходить через:
| Координати                                                 | Країна, територія або море                       | Примітки |
| ---------------------------------------------------------- | ------------------------------------------------ | --- |
| 90°0′ пн. ш. 36°0′ зх. д. / 90.000° пн. ш. 36.000° зх. д.  | Північний Льодовитий океан                       | |
| 83°33′ пн. ш. 36°0′ зх. д. / 83.550° пн. ш. 36.000° зх. д. | Гренландія                                       | |
| 65°59′ пн. ш. 36°0′ зх. д. / 65.983° пн. ш. 36.000° зх. д. | Атлантичний океан                                | |
| 5°3′ пд. ш. 36°0′ зх. д. / 5.050° пд. ш. 36.000° зх. д.    | Бразилія                                         | Ріу-Гранді-ду-Норті Параїба Пернамбуку Алагоас                                                                         |
| 10°0′ пд. ш. 36°0′ зх. д. / 10.000° пд. ш. 36.000° зх. д.  | Атлантичний океан                                | |
| 54°34′ пд. ш. 36°0′ зх. д. / 54.567° пд. ш. 36.000° зх. д. | Південна Джорджія та Південні Сандвічеві Острови | Проходить через острів Південна Джорджія                                                                               |
| 54°52′ пд. ш. 36°0′ зх. д. / 54.867° пд. ш. 36.000° зх. д. | Атлантичний океан                                | |
| 60°0′ пд. ш. 36°0′ зх. д. / 60.000° пд. ш. 36.000° зх. д.  | Південний океан                                  | |
| 77°57′ пд. ш. 36°0′ зх. д. / 77.950° пд. ш. 36.000° зх. д. | Антарктида                                       | Проходить через Аргентинську Антарктиду та Британську Антарктичну Територію (претендують Аргентина та Велика Британія) |